# Liste der Monuments historiques in Bruyères
Die Liste der Monuments historiques in Bruyères führt die Monuments historiques in der französischen Gemeinde Bruyères auf.

## Liste der Immobilien
| Bezeichnung | Beschreibung                              | Standort                  | Kennzeichnung | Schutzstatus | Datum | Bild           |
| ----------- | ----------------------------------------- | ------------------------- | ------------- | ------------ | ----- | -------------- |
| Synagoge    | 1902/03 erbaut; heute Musée Henri-Mathieu | 3 rue de l’Hôpital (Lage) | PA00107342    | Inscrit      | 1991  | weitere Bilder |

## Liste der Objekte
| Bezeichnung                                                       | Beschreibung                                       | Standort                                        | Kennzeichnung | Schutzstatus | Datum | Bild |
| ----------------------------------------------------------------- | -------------------------------------------------- | ----------------------------------------------- | ------------- | ------------ | ----- | ---- |
| 93 Arzneimittelgefäße                                             | Fayence, 18. Jahrhundert                           | im Musée Henri-Mathieu (Lage)                   | PM88000084    | Classé       | 1922  |      |
| Kreuzweg                                                          | Farbe auf Beton, 1950                              | in der Kirche Notre-Dame de l’Assomption (Lage) | PM88001266    | Inscrit      | 2010  |      |
| Pharmazeutischer Mörser                                           | Bronze, 1732                                       | im Musée Henri-Mathieu (Lage)                   | PM88000083    | Classé       | 1922  |      |
| Sechs Kannen                                                      | Zinn, 18. Jahrhundert                              | im Musée Henri-Mathieu (Lage)                   | PM88001203    | Classé       | 2010  |      |
| Vier Krüge                                                        | Zinn, 18. Jahrhundert                              | im Musée Henri-Mathieu (Lage)                   | PM88001202    | Classé       | 2010  |      |
| Apothekentisch                                                    | Holz, und Marmor, 19. Jahrhundert                  | im Musée Henri-Mathieu (Lage)                   | PM88001269    | Inscrit      | 2000  |      |
| Gemälde Porträt von Suzanne Marguerite de Gircour                 | Ölfarbe auf Leinwand, vergoldeter Holzrahmen, 1758 | im Hospital St-Jean (Lage)                      | PM88000088    | Classé       | 1070  |      |
| Skulptur Heiliger Jakobus                                         | Stein, farbig gefasst, 1615                        | in der Kirche Notre-Dame de l’Assomption (Lage) | PM88000081    | Classé       | 1955  |      |
| Topf zum Medizinkochen                                            | Zinn, 1743                                         | im Musée Henri-Mathieu (Lage)                   | PM88001204    | Classé       | 2010  |      |
| Skulptur Unterweisung Mariens                                     | Holz, farbig gefasst, 17. oder 18. Jahrhundert     | im Musée Henri-Mathieu (Lage)                   | PM88001267    | Inscrit      | 2006  |      |
| Apothekenschrank                                                  | Holz, Marmor, 18. Jahrhundert                      | im Musée Henri-Mathieu (Lage)                   | PM88001268    | Inscrit      | 2000  |      |
| Glocke                                                            | Bronze, 1758 gegossen                              | in der Kirche Notre-Dame de l’Assomption (Lage) | PM88000080    | Classé       | 1922  |      |
| Pendeluhr                                                         | vom Anfang des 18. Jahrhunderts                    | im Hospital St-Jean (Lage)                      | PM88000082    | Classé       | 1922  |      |
| Glocke                                                            | Bronze, 1760 gegossen                              | im Hôtel de Ville (Lage)                        | PM88000085    | Classé       | 1921  |      |
| Gemälde Porträt von Dieudonné Gabriel, Comte Humbert de Girecourt | Ölfarbe auf Leinwand, vergoldeter Holzrahmen, 1753 | im Hospital St-Jean (Lage)                      | PM88000086    | Classé       | 1970  |      |
| Gemälde Porträt von Jean François Georgel                         | Pastellkreide auf Papier, 18. Jahrhundert          | im Hospital St-Jean (Lage)                      | PM88000087    | Classé       | 1970  |      |
| Skulptur Heiliger Nikolaus                                        | Sandstein, 17. Jahrhundert                         | in der Kirche Notre-Dame de l’Assomption (Lage) | PM88001265    | Inscrit      | 2007  |      |
| Flasche                                                           | Zinn, 1693                                         | im Musée Henri-Mathieu (Lage)                   | PM88001205    | Classé       | 2010  |      |